# SN 2003jx
SN 2003jx – supernowa typu II odkryta 30 października 2003 roku w galaktyce A020633-0348. W momencie odkrycia miała maksymalną jasność 23,60m.